# Arbogabladet
Arbogabladet var en kortlivad dagstidning utgiven från den 7 september 1848 till 28 december 1849.

## Historia
Tidningen gavs ut en dag i veckan, fredagar med 4 sidor per nummer. Tidningen redigerades i Arboga. Formatet var litet kvarto med 2 spalter 20x16 cm. Priset var 32 skilling banco 1848, och 2 riksdaler 16 skilling banco 1849. Tidningen trycktes med enbart frakturstil till 29 december 1848, och sedan fraktur och antikva till nedläggningen. Tryckeri var P. E. Norman. Utgivningsbevis för tidningen utfärdades den 2 september 1848 för boktryckaren Pehr Elias Norman. I sista numret tillkännagavs, att tidningen inte skulle ges ut följande år. P. E. Norman, som i augusti 1848 hade flyttat sitt tryckeri från Eskilstuna till Arboga, flyttade det i december 1849 till Kristinehamn.